# Alasdair Ban MacLeod
Alasdair Ban MacLeod (* ca. 1788 in Balelone (Kilpheder) North Uist; † 12. April 1854 in Knoydart) war ein schottischer Arzt, Ingenieur und Wissenschaftler, der sich um die Infrastruktur auf den abgelegenen Inseln North und South Uist, sowie Skye verdient machte und als Dr. Ban ein populärer „Volksheld“ war.

## Leben

### Familie und Ausbildung
Alasdair (Alexander) „Ban“ stammte aus dem auf den Hebriden ansässigen Clan der MacLeods. Seine Vorfahren, zu denen der Clanchef Alexander V. MacLeod von Raasay (ca. 1615 – ca. 1648) gehörte, lebten in Rigg auf der Insel Skye. Der Vater, Murdoch MacLeod of Kilphe(a)dar, war von 1776 bis 1784 Militärarzt im Amerikanischen Unabhängigkeitskrieg, die Mutter Mary war eine Tochter aus dem Haus MacLean of Boreray. Alaisdair „Ban“ war das fünfte Kind und besuchte zunächst die örtliche Schule auf Uist. Später studierte er in Edinburgh Medizin und übernahm 1809 auf North Uist die Praxis des Vaters. Da sich seine Fähigkeiten schnell herum sprachen, reisten die Patienten schon bald aus nah und fern an. MacLeod glaubte insbesondere an die gesundheitsfördernde Wirkung von Meeresfrüchten und Rotalgen.

### Tätigkeit als Arzt und Gutsverwalter
1815 heiratete er Mary, die Tochter des Kenneth Campbell of Strond und der Anne MacLeod of Bernerary. Die beiden hatten zwei Söhne und vier Töchter. Im Nebenerwerb war MacLeod als Gutsverwalter der MacLean of Boreray und Grimasay tätig, bewährte sich dort mit seinem Ingenieur-Wissen und sorgte für eine durchgreifende Modernisierung der Infrastruktur. Er ließ Dämme bauen, Brunnen bohren, Sanddünen mit Gräsern befestigen, Seetang ernten und als Baumaterial nutzen, sichere Furten anlegen, Ödland urbar machen, Hafer, Gerste und Kartoffeln anbauen. Wie kein anderer soll sich MacLeod zeit seines Lebens im eigentlich sehr unbeliebten Beruf des Verwalters um die Bevölkerung verdient gemacht haben. So beharrte er nach Missernten niemals darauf, die eigentlich fällige Pacht einzutreiben, sondern sorgte dafür, dass sich die wirtschaftliche Lage der notleidenden Kleinbauern schnellstmöglich verbesserte, damit sie wieder ihren finanziellen Verpflichtungen nachkommen konnten. So ließ er in Scolpaig auf North Uist einen heute noch bestehenden Aussichtsturm als Arbeitsbeschaffungsprogramm gegen eine Hungersnot errichten.
Er pachtete im heimischen Kilphe(a)der einen Bauernhof, baute dort ein Haus und blieb bis zum Tod seines Bruders Murdoch vor Ort. Um 1820 zog er nach Baile-an-Loin auf North Uist. Der damalige Eigentümer der Insel, Lord MacDonald, war von MacLeods Fähigkeiten so beeindruckt, dass er ihn zum Generalverwalter machte. In dieser Funktion lebte MacLeod von 1829 bis zum Tod seines Arbeitgebers 1835 in Portree, dem Hauptort der Insel Skye. Dort engagierte er sich für die Entwicklung des Orts zu einem Seebad, förderte den Bau eines unvollendet gebliebenen Aussichtsturms und eines Museums, sorgte für die Trockenlegung von Mooren und die Verbesserung von Straßen.

### Tod und Nachruhm
1835 kehrte er ins heimische Baile-an-Loin/North Uist zurück. Ab 1840 war er als Verwalter in Diensten des Landbesitzers Oberst Gordon of Cluny, Benbecula, South Uist und Barra. Nach dessen Tod war MacLeod kurzzeitig wieder als Arzt tätig, lebte jedoch ab 1851 wieder in Portree, wo er eine Praxis eröffnete. Berühmt und populär geworden, wurde er 1853 vom jüngeren Lord MacDonald zum ärztlichen Betreuer der Gemeinden Strath, Sleat und Knoydart auf dem schottischen „Festland“ ernannt. Am 12. April 1854, bei seinem ersten Besuch in Knoydart, wo er im äußerst unwegsamen Moor-Gebiet die Frau eines Schäfers behandelte, verunglückte er bei der Rückreise tödlich, als er einen 20 Meter hohen Abhang herunter stürzte. Seinen Verletzungen nach zu urteilen, soll er sofort tot gewesen sein, wurde allerdings erst zwei Tage später gefunden. Begraben wurde er auf dem Kirchhof von Kilmuir auf North Uist.
Bei den Einwohnern der Hebriden wurde Dr. Ban noch lange nach seinem Tod betrauert. Neben seinem Engagement für die wirtschaftliche Entwicklung der Inseln und seinem Ruf als Arzt blieb auch sein Humor in Erinnerung.
Auch die Brüder Murdoch und John waren als Ärzte erfolgreich: Murdoch in den karibischen Kolonien, John als britischer Militärarzt. Eine Schwester machte sich als Kräuterheilerin auf der Insel Skye einen Namen.

## Würdigung
Die schottische Dichterin Mary MacPherson (ca. 1821 – 1898) besang MacLeod unter dem Titel „The Fair-Haired Doctor“ in einer Eloge:

“I hope we shall find a Bard/
Who will compose a choice song for him,/
That will be written on his cairn,/
Now that he is without speech.”

„Ich hoffe, wir werden einen Barden finden/der ihm sein Lobpreis singt,/und es auf seinen Grabstein bringt,/jetzt, wo er ewig schweigen muss.“